# Diamond Stars FC
The Diamond Stars of Kono és un club de futbol de Sierra Leone de la ciutat de Koidu, al districte de Kono. Disputa els seus partits a l'Estadi Koidu Sports. El nom del club prové de les riques reserves de diamants que es troben al districte. Vesteix de color groc.

## Palmarès
- Lliga de Sierra Leone de futbol:[3]
  - 2012, 2013.

- Copa de Sierra Leone de futbol:[4]
  - 1992, 2012

## Futbolistes destacats
- Mohamed Dabundeh
- Francis Koroma
- Komba Yomba